# Henri Le Cour-Grandmaison
Pour les autres membres de la famille, voir Famille Le Cour Grandmaison.
Henri-François Adolphe Le Cour-Grandmaison (né le 27 février 1849 à Nantes et mort le 21 mars 1916 à Paris), est un armateur et homme politique français.

## Biographie
Fils de l'armateur Jean-Baptiste Le Cour Grandmaison (1807-1877), conseiller général de la Loire-Inférieure, propriétaire des châteaux de Mottechaix et de Coislin ainsi que de la forêt d'Araize, et de Joséphine Gicquel, neveu d'Adolphe Le Cour de Grandmaison et frère de Charles Le Cour-Grandmaison, Henri Le Cour-Grandmaison suit ses études à l'externat des Enfants-Nantais et succède ensuite à son père comme armateur. 
Avec Eugène Pergeline, il fonde les Chantiers nantais de construction navale, important établissement de construction de navires, dont il est nommé président du conseil d'administration, et les Chargeurs de l'Ouest. 
Il est membre du tribunal de commerce et de la chambre de commerce de Nantes.
Il participe comme volontaire à la guerre franco-allemande de 1870, comme lieutenant dans les gardes mobiles, et prend part à la campagne de la Loire, ainsi qu'à la défense de Paris.
En 1879, il devient membre du conseil général de la Loire-Inférieure, dont son père avait été vice-président. Il est maire de Campbon à partir de 1900.
Il est élu sénateur de la Loire-Inférieure en 1901, en remplacement de son frère décédé, et est réélu en 1906. Royaliste et catholique déclaré, il fait partie du groupe de la droite, et est désigné comme secrétaire du Sénat de 1914 à 1916.

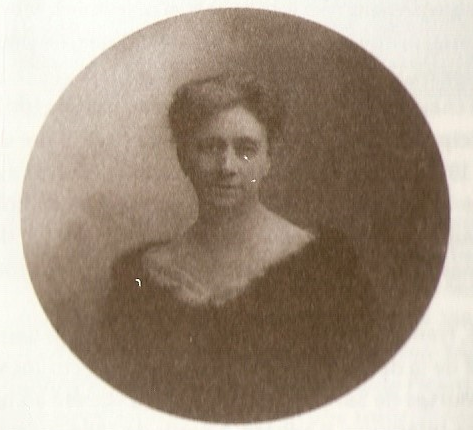
Portrait de Mme Le Cour-Grandmaison

Il épouse sa cousine Mathilde Halgan, fille du sénateur Emmanuel Halgan.

### Sources
- Yves Rochcongar, Capitaines d'industrie à Nantes au XIXe siècle, Nantes, éditions MeMo, 2003.
- « Henri Le Cour-Grandmaison », dans le Dictionnaire des parlementaires français (1889-1940), sous la direction de Jean Jolly, PUF, 1960 [détail de l’édition]